# Campus centre
Le campus centre n'est pas à proprement parler un campus mais c'est la dénomination utilisée par l'Université de Rennes pour désigner les composantes situées dans le centre-ville de la ville de Rennes au nord de la Vilaine, auxquels on ajoute d'autres établissements d'enseignement supérieur.

## Composantes
- Université de Rennes :
  - UFR de droit et science politique
  - UFR de sciences économiques
  - Institut de gestion de Rennes (IGR)
  - Institut de préparation à l'administration générale (IPAG)

- Institut d'études politiques de Rennes (IEP), boulevard Duchesse Anne
- École de sages-femmes (locaux de l'Hôtel Dieu)
- École européenne supérieure d'art de Bretagne (EESAB), rue Hoche
- Le Conservatoire de Bretagne, rue Saint-Melaine

Il comprenait également l'UFR d'odontologie (médecine dentaire) près du palais Saint-Georges aujourd'hui transférée sur le campus de Villejean.

## Galerie

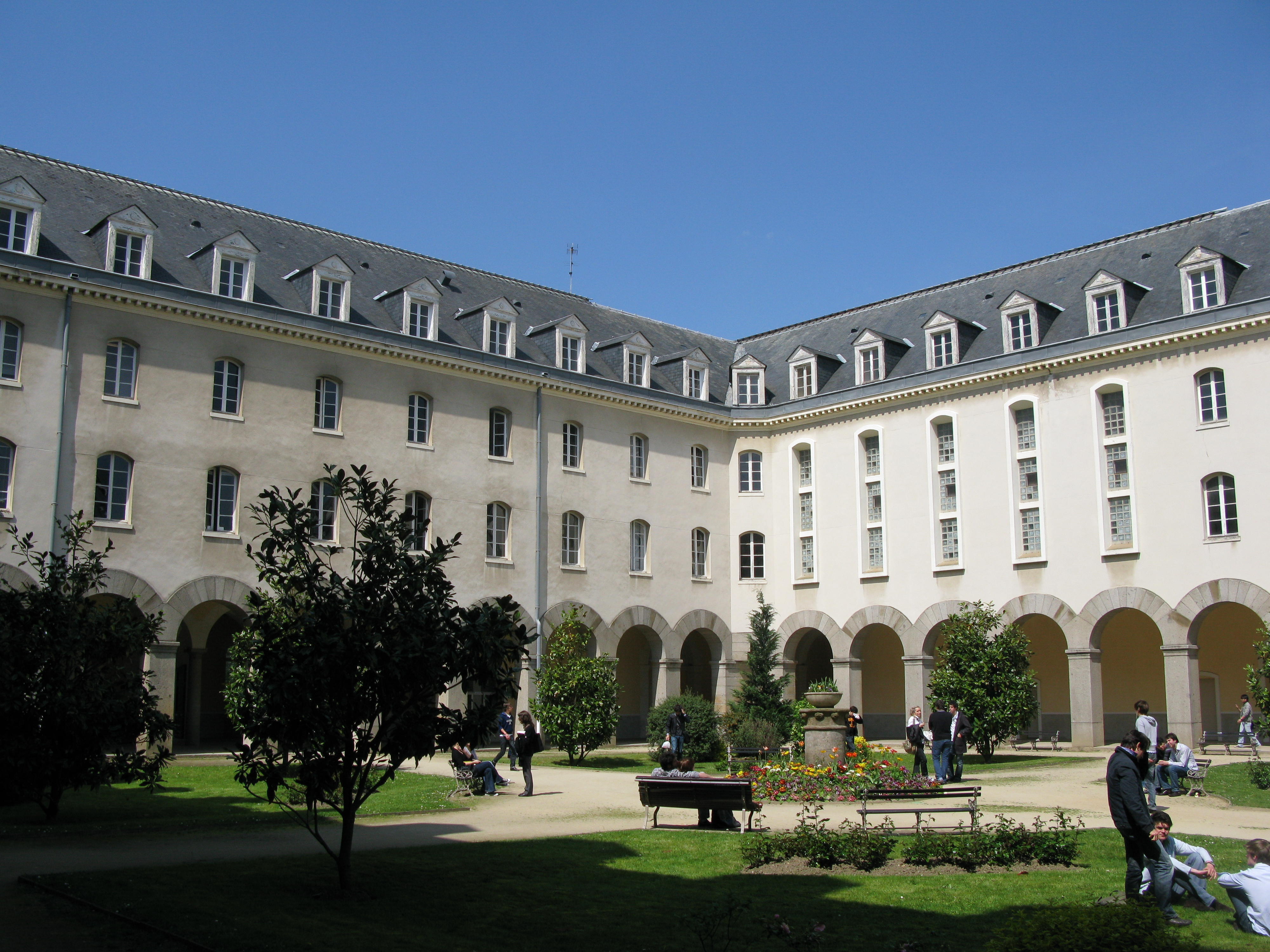
Faculté des sciences économiques
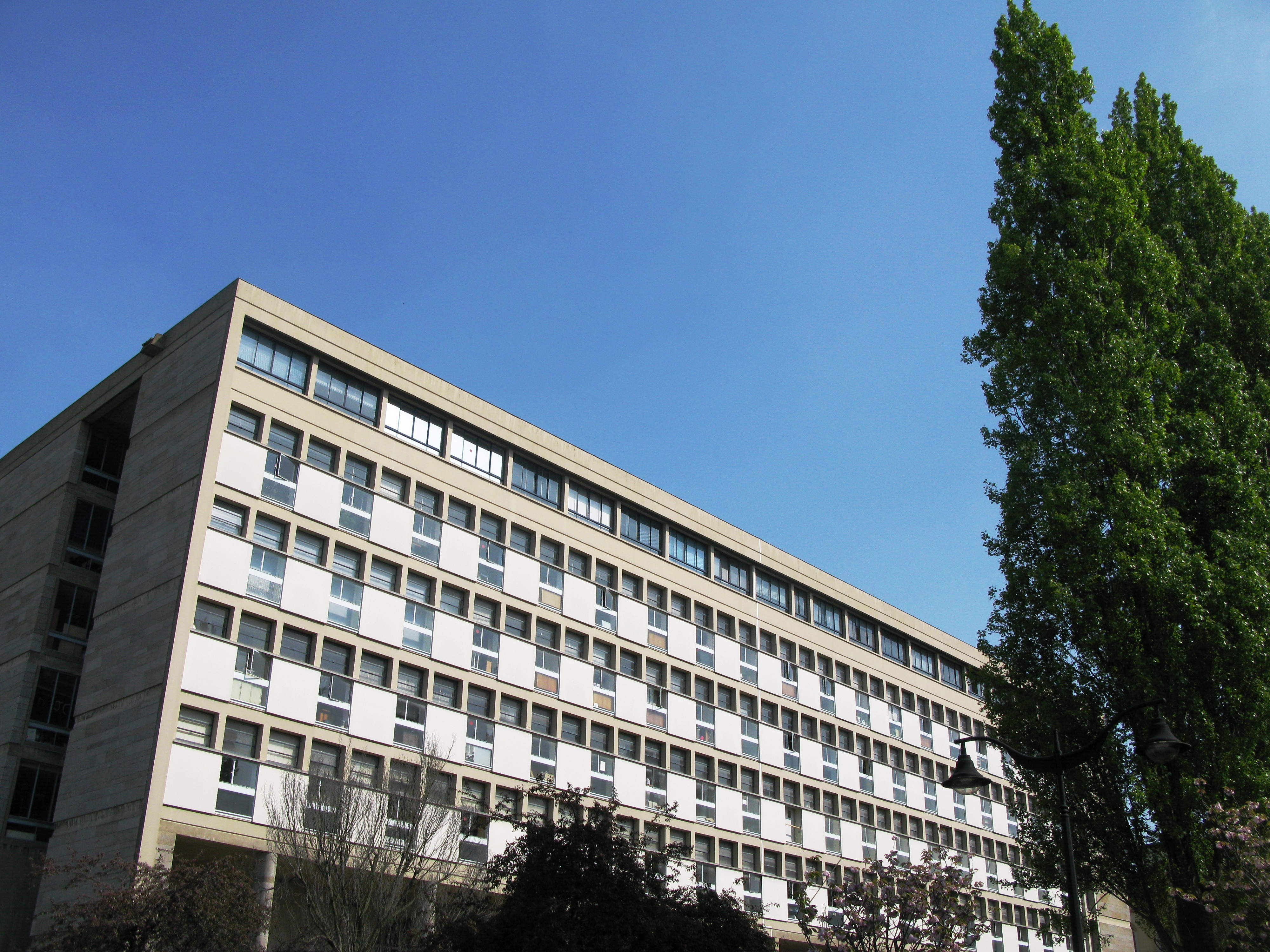
Faculté de droit et de science politique
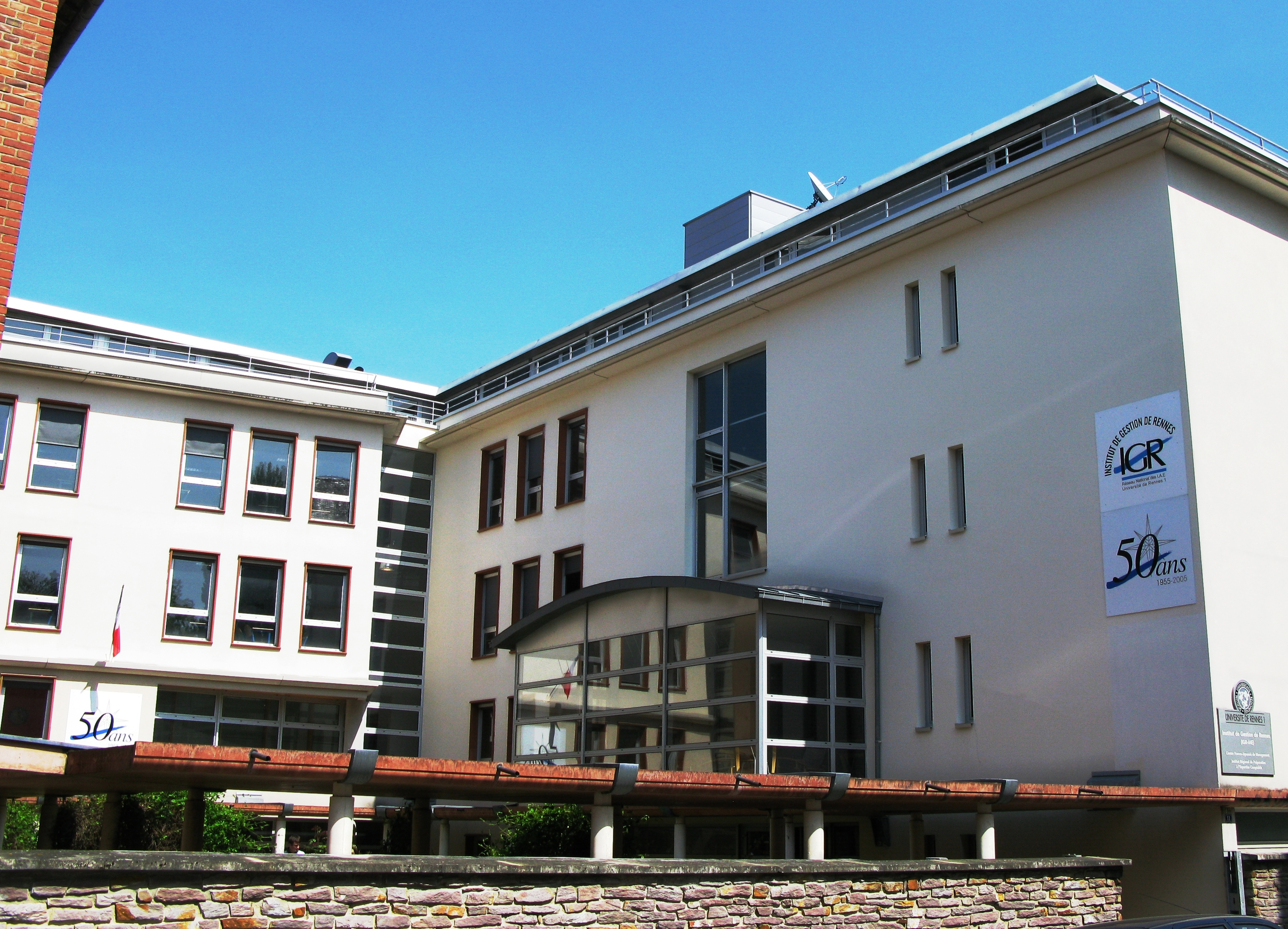
Locaux de l'IGR
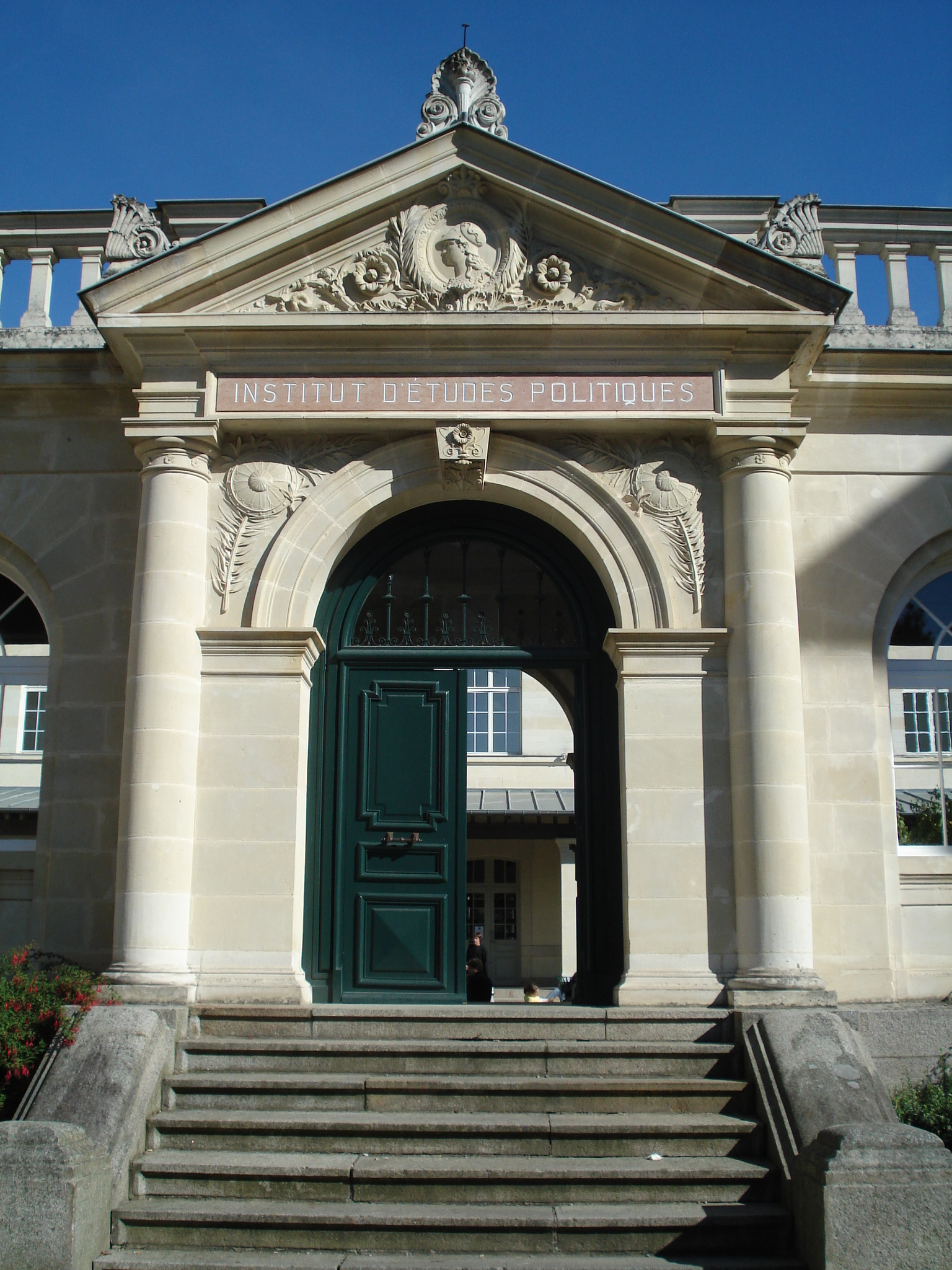
Entrée de l'IEP